# Terra Alta
Terra Alta là một comarca (hạt) của Catalonia, Tây Ban Nha. Thủ phủ là Gandesa.

## Các đô thị
Dân số năm 2002.
- Arnes - 501
- Batea - 2.063
- Bot - 793
- Caseres - 323
- Corbera d'Ebre - 1.040
- La Fatarella - 1.184
- Gandesa - 2.805
- Horta de Sant Joan - 1.189
- El Pinell de Brai - 1.075
- La Pobla de Massaluca - 426
- Prat de Comte - 187
- Vilalba dels Arcs - 736